# 루비 스팍스
《루비 스팍스》(영어: Ruby Sparks)는 2012년에 개봉한 미국의 로맨틱 판타지 코미디 드라마 영화로, 조너선 데이턴과 밸러리 패리스가 감독을 맡고, 조이 커잰이 각본을 썼다.

## 줄거리
한때 엄청난 성공을 거둔 젊은 소설가 캘빈은 슬럼프에 빠져 다음 작품을 쓰지 못하고 연애에도 어려움을 느낀다. 심리 치료사는 캘빈에게 그의 강아지를 좋아하는 사람에 대해 써 보라고 제안한다. 꿈에서 만난 여인을 모티브로 소설을 쓰기 시작한 캘빈은 자신이 창조한 등장인물인 루비 스파크스(루비 스팍스)와 사랑에 빠진다.
어느 날 캘빈의 집 안에서 루비의 물건들이 발견되고, 다음 날 캘빈의 눈앞에 루비가 살아 있는 모습으로 나타난다. 루비는 자신이 캘빈이 창조한 인물이라는 사실을 모르고 있으며 캘빈과 애인 사이라고 믿고 있다. 루비와 연애를 시작한 캘빈은 자신의 글이 루비에게 영향을 미친다는 것을 알게 되지만, 이 사실을 숨기고 루비와 행복한 시간을 보내려 한다.
시간이 지나면서 캘빈은 루비의 활발한 성격과 다른 사람들과의 교류에 질투를 느끼고, 루비는 캘빈의 우울함에 지쳐 간다. 캘빈은 불안감 때문에 루비를 조종하려 하고, 이에 반발한 루비는 그에게 진실을 묻는다. 캘빈은 자신이 루비를 창조했으며, 글로 그녀를 마음대로 조종할 수 있다고 밝힌다. 격렬한 다툼 끝에 캘빈은 루비에게 자유를 주고, 루비는 그의 곁을 떠난다.
시간이 흐른 후 캘빈은 루비와의 경험을 바탕으로 쓴 소설을 출간하여 성공한다. 공원에서 루비와 닮은 여인을 마주친 캘빈은 그녀가 자신이 쓴 소설을 읽고 있다는 것을 알게 된다. 여성은 캘빈에 대한 기억이 없지만 그에게서 묘한 친밀감을 느낀다. 여성이 농담처럼 두 사람의 관계를 새롭게 시작하자고 한 뒤 소설의 결말을 이야기하지 말아 달라고 하자 캘빈은 그렇게 하겠다고 약속하고 미소를 짓는다.

## 출연진
- 폴 데이노 - 캘빈 위어필즈 역
- 조이 커잰 - 루비 티퍼니 스파크스 역
- 안토니오 반데라스 - 모트 역
- 애넷 베닝 - 거트루드 위어필즈 역
- 스티브 쿠건 - 랭던 사프 역
- 엘리엇 굴드 - 로즌솔 박사 역
- 크리스 메시나 - 해리 위어필즈 역
- 앨리아 쇼캣 - 메이블 역
- 아시프 만드비 - 사이러스 모디 역
- 토니 트럭스 - 수지 위어필즈 역
- 데버라 앤 월 - 라일라 역
- 월리스 랭엄 - 워런 역
- 마이클 베리 주니어 - 실버레이크 행인 역